# Nikola Hartmann
Nikola Hartmann, geschiedene Hartmann-Dünser (* 5. Juni 1975 in Götzis), ist eine ehemalige österreichische Ringerin. Sie ist fünffache Welt- und Europameisterin sowie zwölffache Österreichische Meisterin.

## Karriere
Nikola Hartmann war Mitglied des KSV Götzis und sie wurde trainiert von ihrem Vater, dem Ringer-Olympiateilnehmer Bruno Hartmann und Vitaliy Markotenko. Hartmann trat im Freistilringen bei den Frauen in der Kategorie bis 63 kg an. 2004 verpasste sie die Qualifikation für die Olympischen Spiele in Athen. Im Jahr 2004 war sie die einzige Frau in der Führungscrew des Ringerweltverbandes FILA.
Im Jahr 2009 ist die ausgebildete Mittelschullehrerin nach der WM in Herning vom Ringsport zurückgetreten.
Seit 2001 unterrichtet sie Sport, Psychologie und Philosophie am Bundesgymnasium Blumenstraße in Bregenz.
Für ihre Verdienste um den Ringersport wurde sie im September 2010 in die FILA International Wrestling Hall of Fame aufgenommen.
Nikola Hartmann lebt in Dornbirn.

## Sportliche Erfolge
| Datum/Jahr    | Rang | Wettbewerb                   | Austragungsort | Bemerkung                                             |
| ------------- | ---- | ---------------------------- | -------------- | ----------------------------------------------------- |
| 24. Sep. 2009 | 11   | Ringer-Weltmeisterschaften   | Herning        |                                                       |
| Apr. 2008     | 9    | Ringer-Europameisterschaften | Tampere        |                                                       |
| 21. Sep. 2007 | 9    | Ringer-Weltmeisterschaften   | Baku           |                                                       |
| 2006          | 16   | Ringer-Weltmeisterschaften   | Guangzhou      |                                                       |
| 2005          | 3    | Ringer-Europameisterschaften | Warna          | in der Klasse Freistil bis 63 kg                      |
| 2003          | 2    | Ringer-Europameisterschaften | Riga           | Vize-Europameisterin hinter der Norwegerin Lene Aanes |
| 2001          | 4    | Ringer-Europameisterschaften | Budapest       |                                                       |
| 2000          | 1    | Ringer-Weltmeisterschaften   | Sofia          | Weltmeisterin in der Klasse bis 62 kg                 |
| 2000          | 1    | Ringer-Europameisterschaften | Budapest       | Europameisterin                                       |
| 1999          | 1    | Ringer-Europameisterschaften | Götzis         | Europameisterin                                       |
| 1998          | 1    | Ringer-Weltmeisterschaften   | Posen          | Weltmeisterin in der Klasse bis 62 kg                 |
| 1998          | 1    | Ringer-Europameisterschaften | Bratislava     | Europameisterin                                       |
| 1997          | 1    | Ringer-Europameisterschaften | Warschau       | Europameisterin                                       |
| 1996          | 1    | Ringer-Europameisterschaften | Oslo           | Europameisterin                                       |
| 1995          | 1    | Ringer-Weltmeisterschaften   | Moskau         | Weltmeisterin in der Klasse bis 61 kg                 |
| 1994          | 1    | Ringer-Weltmeisterschaften   | Sofia          | Weltmeisterin in der Klasse bis 61 kg                 |
| 8. Aug. 1993  | 1    | Ringer-Weltmeisterschaften   | Stavern        | Weltmeisterin in der Klasse bis 61 kg                 |